# Livingston County (Kentucky)
Das Livingston County ist ein County im US-amerikanischen Bundesstaat Kentucky. Im Jahr 2020 hatte das County 8888 Einwohner und eine Bevölkerungsdichte von 10,9 Einwohnern pro Quadratkilometer. Der Verwaltungssitz (County Seat) ist Smithland, das nach James Smith benannt wurde, einem Erforscher dieser Region. Das County gehört zu den Dry Countys, was bedeutet, dass der Verkauf von Alkohol eingeschränkt oder verboten ist.

## Geografie
Das County liegt im Westen von Kentucky an den Mündungen des Tennessee River und des Cumberland River in den Ohio, der zugleich die nördliche Grenze zu Illinois bildet. Es hat eine Fläche von 886 Quadratkilometern, wovon 68 Quadratkilometer Wasserfläche sind. An das Livingston County grenzen folgende Countys:
| Pope County (Illinois)   | Hardin County (Illinois) | Crittenden County |
| Massac County (Illinois) |                          |                   |
| McCracken County         | Marshall County          | Lyon County       |

## Geschichte

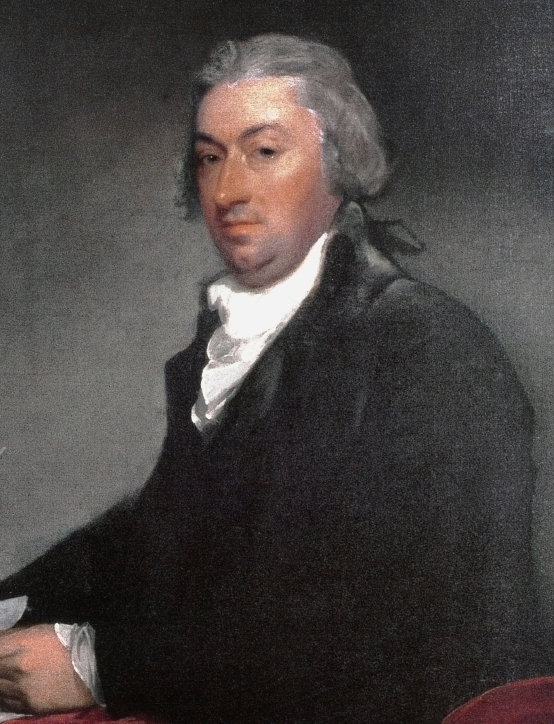
R. Livingston

Das Livingston County wurde am 13. Dezember 1798 aus ehemaligen Teilen des Christian County gebildet. Benannt wurde es nach Robert Livingston (1746–1813), einem der Gründerväter der USA.

## Demografische Daten
Nach der Volkszählung im Jahr 2010 lebten im Livingston County 9.519 Menschen in 3.955 Haushalten. Die Bevölkerungsdichte betrug .. Einwohner pro Quadratkilometer.
Ethnisch betrachtet setzte sich die Bevölkerung zusammen aus 97,9 Prozent Weißen, 0,2 Prozent Afroamerikanern, 0,3 Prozent amerikanischen Ureinwohnern sowie aus anderen ethnischen Gruppen; 1,1 Prozent stammten von zwei oder mehr Ethnien ab. Unabhängig von der ethnischen Zugehörigkeit waren 1,3 Prozent der Bevölkerung spanischer oder lateinamerikanischer Abstammung.
In den 3.955 Haushalten lebten statistisch je 2,41 Personen.
20,5 Prozent der Bevölkerung waren unter 18 Jahre alt, 61,4 Prozent waren zwischen 18 und 64 und 18,1 Prozent waren 65 Jahre oder älter. 51,0 Prozent der Bevölkerung war weiblich.

Das jährliche Durchschnittseinkommen eines Haushalts lag bei 40.921 USD. Das Prokopfeinkommen betrug 21.379 USD. 14,7 Prozent der Einwohner lebten unterhalb der Armutsgrenze.

## Ortschaften im Livingston County
Citys
- Carrsville
- Grand Rivers
- Salem
- Smithland

Census-designated place (CDP)
- Ledbetter

Unincorporated Communities
| - Bayou - Birdsville - Burna - Hampton - Heater | - Iuka - Joy - Lake City - Lola - Newbern | - Pinckneyville - Tiline - Vicksburg |

## Gliederung
Das Livingston County ist in zwei Census County Divisions (CCD) eingeteilt:
| CCD           | Einwohner 2010 | Einwohner 2020 | FIPS     |
| ------------- | -------------- | -------------- | -------- |
| Salem CCD     | 2974           | 2665           | 21-93040 |
| Smithland CCD | 6545           | 6223           | 21-93240 |